# 파라모오시쿠도
파라모오시쿠도(Oxymycterus paramensis)는 비단털쥐과에 속하는 남아메리카 설치류이다. 아르헨티나와 볼리비아, 페루에서 발견된다. 아르헨티나오시쿠도와 같은 종으로 간주되기도 한다.